# Guillermo Navarro
Guillermo Jorge Navarro Solares (Città del Messico, 29 luglio 1955) è un regista e direttore della fotografia messicano.

## Biografia
Premiato nel 2007 agli Oscar per Il labirinto del fauno, ha collaborato a molti altri progetti. Tra i registi con cui lavora più frequentemente troviamo Robert Rodriguez e Guillermo Del Toro, benché abbia esordito con film spagnoli, come ad esempio Intimità in una stanza da bagno. Nel 2013 ha diretto tre episodi della serie tv Hannibal, mentre nel 2015 ha diretto due episodi di Narcos.

## Filmografia

### Direttore della fotografia
- Amor a la vuelta de la esquina, regia di Alberto Cortés (1986)
- Intimità in una stanza da bagno (Intimidades de un cuarto de baño), regia di Jaime Humberto Hermosillo (1991)
- Morir en el golfo, regia di Alejandro Pelayo (1990)
- Cabeza de Vaca, regia di Nicolás Echevarría (1991)
- Cronos, regia di Guillermo del Toro (1992)
- Top models - film TV (1993)
- Desperado, regia di Robert Rodriguez (1995)
- Dal tramonto all'alba (From Dusk Till Dawn), regia di Robert Rodriguez (1996)
- Il sogno di Frankie (Dream for an Insomniac), regia di Tiffanie DeBartolo (1996)
- Spy (The Long Kiss Goodnight), regia di Renny Harlin (1996)
- Spawn, regia di Mark A.Z. Dippé (1997)
- Jackie Brown, regia di Quentin Tarantino (1997)
- Stuart Little - Un topolino in gamba (Stuart Little), regia di Rob Minkoff (1999)
- Spy Kids, regia di Robert Rodriguez (2001)
- La spina del diavolo (El espinazo del diablo), regia di Guillermo del Toro (2001)
- Immagini - Imagining Argentina (Imagining Argentina), regia di Christopher Hampton (2003)
- Hellboy, regia di Guillermo del Toro (2004)
- Zathura - Un'avventura spaziale (Zathura: A Space Adventure), regia di Jon Favreau (2005)
- Il labirinto del fauno (El labirinto del fauno), regia di Guillermo del Toro (2006)
- Una notte al museo (Night at the Museum), regia di Shawn Levy (2006)
- Hellboy: The Golden Army, regia di Guillermo del Toro (2008)
- The Resident, regia di Antti Jokinen (2011)
- Sono il Numero Quattro (I Am Number Four), regia di D.J. Caruso (2011)
- The Twilight Saga: Breaking Dawn - Parte 1 (The Twilight Saga: Breaking Dawn - Part 1), regia di Bill Condon (2011)
- The Twilight Saga: Breaking Dawn - Parte 2 (The Twilight Saga: Breaking Dawn - Part 2), regia di Bill Condon (2012)
- Pacific Rim, regia di Guillermo del Toro (2013)
- Notte al museo - Il segreto del faraone (Night at the Museum: Secret of the Tomb), regia di Shawn Levy (2014)
- London Fields, regia di Mathew Cullen (2018)
- Dolittle, regia di Stephen Gaghan (2020)
- The Unforgivable, regia di Nora Fingscheidt (2021)

### Regista
- La signora della droga (Cocaine Godmother) – film TV (2018)
- For Life – serie TV, 2 episodi (2020-2021)
- Cabinet of Curiosities - serie TV (2022-in corso)
- Loro (Them) – serie TV, episodi 2x05-2x06 (2024)